# Liste des matchs de l'équipe du pays de Galles de football par adversaire
Cette liste présente les matchs de l'équipe du pays de Galles de football par adversaire rencontré. Lorsqu'une rivalité footballistique particulière existe entre le pays de Galles et un autre pays, une page spécifique est parfois proposée.
- Haut – A
- B
- C
- D
- E
- F
- G
- H
- I
- J
- K
- L
- M
- N
- O
- P
- Q
- R
- S
- T
- U
- V
- W
- X
- Y
- Z

## A

### Albanie
Confrontations entre l'équipe du pays de Galles de football et l'équipe d'Albanie de football
| Date             | Lieu    | Match                    | Score | Compétition                                            |
| 7 septembre 1994 | Cardiff | Pays de Galles - Albanie | 2-0   | Éliminatoires du Championnat d'Europe de football 1996 |
| 15 novembre 1995 | Tirana  | Albanie - Pays de Galles | 1-1   | Éliminatoires du Championnat d'Europe de football 1996 |

Bilan
- Total de matches disputés : 2
- Victoire du pays de Galles : 1
- Victoire de l'Allemagne : 0
- Match nul : 1

### Allemagne
Confrontations entre l'équipe du pays de Galles de football et l'équipe d'Allemagne de football
| Date             | Lieu                  | Match                      | Score | Compétition                                            |
| 26 avril 1995    | Düsseldorf            | Allemagne - Pays de Galles | 1-1   | Éliminatoires du Championnat d'Europe de football 1996 |
| 11 octobre 1995  | Cardiff               | Pays de Galles - Allemagne | 1-2   | Éliminatoires du Championnat d'Europe de football 1996 |
| 14 mai 2002      | Cardiff               | Pays de Galles - Allemagne | 1-0   | Match amical                                           |
| 8 septembre 2007 | Cardiff               | Pays de Galles - Allemagne | 0-2   | Éliminatoires du Championnat d'Europe de football 2008 |
| 21 novembre 2007 | Francfort-sur-le-Main | Allemagne - Pays de Galles | 0-0   | Éliminatoires du Championnat d'Europe de football 2008 |
| 15 octobre 2008  | Mönchengladbach       | Allemagne - Pays de Galles | 1-0   | Éliminatoires de la Coupe du monde de football 2010    |
| 1er avril 2009   | Cardiff               | Pays de Galles - Allemagne | 0-2   | Éliminatoires de la Coupe du monde de football 2010    |

Bilan
- Total de matchs disputés : 7
- Victoire du pays de Galles : 1
- Victoires de l'Allemagne : 4
- Matchs nuls : 2

### Allemagne de l'Est
Confrontations entre l'équipe du pays de Galles de football et l'équipe d'Allemagne de l'Est de football
| Date              | Lieu    | Match                | Score | Compétition                                |
| 19 mai 1957       | Leipzig | RDA - Pays de Galles | 2-1   | Qualifications pour la Coupe du monde 1958 |
| 25 septembre 1957 | Cardiff | Pays de Galles - RDA | 4-1   | Qualifications pour la Coupe du monde 1958 |
| 16 avril 1969     | Dresde  | RDA - Pays de Galles | 2-1   | Qualifications pour la Coupe du monde 1970 |
| 2 octobre 1969    | Cardiff | Pays de Galles - RDA | 1-3   | Qualifications pour la Coupe du monde 1970 |

Bilan
- Total de matchs disputés : 4
- Victoires du pays de Galles : 1
- Victoires de la RDA : 3
- Matchs nuls : 0

### Allemagne de l'Ouest
Confrontations entre l'équipe du pays de Galles de football et l'Allemagne de l'Ouest
| Date             | Lieu                  | Match                | Score | Compétition                                |
| 8 mai 1968       | Cardiff               | Pays de Galles - RFA | 1-1   | Match amical                               |
| 26 mars 1969     | Francfort-sur-le-Main | RFA - Pays de Galles | 1-1   | Match amical                               |
| 6 octobre 1976   | Cardiff               | Pays de Galles - RFA | 0-2   | Match amical                               |
| 1977             | Dortmund              | RFA - Pays de Galles | 1-1   | Match amical                               |
| 2 mai 1979       | Wrexham               | Pays de Galles - RFA | 0-2   | Qualifications pour l'Euro 1980            |
| 17 octobre 1979  | Cologne               | RFA - Pays de Galles | 5-1   | Qualifications pour l'Euro 1980            |
| 31 mai 1989      | Cardiff               | Pays de Galles - RFA | 0-0   | Qualifications pour la Coupe du monde 1990 |
| 15 novembre 1989 | Cologne               | RFA - Pays de Galles | 2-1   | Qualifications pour la Coupe du monde 1990 |

Bilan
- Total de matchs disputés : 8
- Victoire du pays de Galles : 0
- Victoires de la RFA : 4
- Matchs nuls : 4

### Andorre
Confrontations entre l'équipe du pays de Galles de football et l'équipe d'Andorre de football
| Date | Lieu | Match | Score | Compétition |
|      |      |       |       |             |

Bilan
- Total de matchs disputés : 0
- Victoire du pays de Galles : 0
- Victoire de l'Andorre : 0
- Match nul : 0

### Angleterre
Confrontations entre l'équipe du pays de Galles de football et l'équipe d'Angleterre de football
| Date             | Lieu       | Match                       | Score | Compétition                         |
| 18 janvier 1879  | Londres    | Angleterre - Pays de Galles | 2-1   | Match amical                        |
| 15 mars 1880     | Wrexham    | Pays de Galles - Angleterre | 2-3   | Match amical                        |
| 26 février 1881  | Blackburn  | Angleterre - Pays de Galles | 0-1   | Match amical                        |
| 13 mars 1882     | Wrexham    | Pays de Galles - Angleterre | 5-3   | Match amical                        |
| 3 février 1883   | Londres    | Angleterre - Pays de Galles | 5-0   | Match amical                        |
| 17 mars 1884     | Wrexham    | Pays de Galles - Angleterre | 0-4   | British Home Championship 1883-1884 |
| 14 mars 1885     | Blackburn  | Angleterre - Pays de Galles | 1-1   | British Home Championship 1884-1885 |
| 29 mars 1886     | Wrexham    | Pays de Galles - Angleterre | 1-3   | British Home Championship 1885-1886 |
| 28 février 1887  | Londres    | Angleterre - Pays de Galles | 4-0   | British Home Championship 1886-1887 |
| 4 février 1888   | Crewe      | Angleterre - Pays de Galles | 5-1   | British Home Championship 1887-1888 |
| 28 février 1889  | Stoke      | Angleterre - Pays de Galles | 4-1   | British Home Championship 1888-1889 |
| 15 mars 1890     | Wrexham    | Pays de Galles - Angleterre | 1-3   | British Home Championship 1889-1890 |
| 7 mars 1891      | Sunderland | Angleterre - Pays de Galles | 4-1   | British Home Championship 1890-1891 |
| 16 juin 2016     | Lens       | Angleterre - Pays de Galles | 2-1   | Euro 2016 (groupe B)                |
| 29 novembre 2022 | Al Rayyan  | Pays de Galles - Angleterre | 0-3   | Coupe du monde 2022 (groupe B)      |

Bilan
- Total de matchs disputés : 15
- Victoires du pays de Galles : 3
- Victoires de l'Angleterre : 11
- Matchs nuls : 1

## Autriche
Confrontations officielles à partir de 1996
| 26/03/2005    | Cardiff | Pays de Galles - Autriche | 0-2 | FIFA 2006 QL |
| ------------- | ------- | ------------------------- | --- | ------------ |
| 30/03/2005    | Vienne  | Autriche - Pays de Galles | 1-0 | FIFA 2006 QL |
| 24 March 2022 | Cardiff | Pays de Galles - Autriche |     | FIFA 2002 QL |
|               |         |                           |     |              |

### Azerbaïdjan
Confrontations entre l'équipe du pays de Galles de football et l'équipe d'Azerbaïdjan de football
| Date        | Lieu  | Match                        | Score | Compétition                                         |
| 6 juin 2009 | Bakou | Azerbaïdjan - Pays de Galles | 0-1   | Éliminatoires de la Coupe du monde de football 2010 |

Bilan
- Total de matches disputés : 1
- Victoire du pays de Galles : 1
- Victoires de l'Azerbaïdjan : 0
- Match nul : 0

## B

### Belgique
Confrontations entre la Belgique et le pays de Galles :
| Date             | Lieu         | Match                     | Score | Compétition                 |
| 1er juillet 2016 | Lille France | Belgique - Pays de Galles | 1-3   | Euro 2016 (Quart de finale) |

Bilan partiel
- Total de matchs disputés : 1
- Victoires de l'équipe du pays de Galles : 1
- Victoires de l'équipe de Belgique : 0
- Match nul : 0

### Brésil
Confrontations entre le Brésil et le pays de Galles :
| Date              | Lieu           | Match                   | Score | Compétition                      |
| 19 juin 1958      | Göteborg       | Brésil - Pays de Galles | 1-0   | Coupe du monde 1958 (1/4 finale) |
| 12 mai 1962       | Rio de Janeiro | Brésil - Pays de Galles | 3-1   | Match amical                     |
| 16 mai 1962       | São Paulo      | Brésil - Pays de Galles | 3-1   | Match amical                     |
| 14 mai 1966       | Rio de Janeiro | Brésil - Pays de Galles | 3-1   | Match amical                     |
| 18 mai 1966       | Belo Horizonte | Brésil - Pays de Galles | 1-0   | Match amical                     |
| 12 juin 1983      | Cardiff        | Pays de Galles - Brésil | 1-1   | Match amical                     |
| 11 septembre 1991 | Cardiff        | Pays de Galles - Brésil | 1-0   | Match amical                     |
| 11 novembre 1997  | Brasilia       | Brésil - Pays de Galles | 3-0   | Match amical                     |
| 23 mai 2000       | Cardiff        | Pays de Galles - Brésil | 0-3   | Match amical                     |
| 5 septembre 2006  | Londres        | Brésil - Pays de Galles | 2-0   | Match amical                     |

Bilan partiel
- Total de matchs disputés : 10
- Victoires de l'équipe du Brésil : 8
- Victoire de l'équipe du pays de Galles : 1
- Match nul : 1

### Bulgarie
Confrontations entre la Bulgarie et le pays de Galles :
| Date             | Lieu    | Match                     | Score | Compétition                     |
| 27 avril 1983    | Wrexham | Pays de Galles - Bulgarie | 1-0   | Qualifications pour l'Euro 1984 |
| 16 novembre 1983 | Sofia   | Bulgarie - Pays de Galles | 1-0   | Qualifications pour l'Euro 1984 |
| 14 décembre 1994 | Cardiff | Pays de Galles - Bulgarie | 0-3   | Qualifications pour l'Euro 1996 |
| 29 mars 1995     | Sofia   | Bulgarie - Pays de Galles | 3-1   | Qualifications pour l'Euro 1996 |
| 15 août 2006     | Swansea | Pays de Galles - Bulgarie | 0-0   | Match amical                    |
| 22 août 2007     | Bourgas | Bulgarie - Pays de Galles | 0-1   | Match amical                    |
| 8 octobre 2010   | Cardiff | Pays de Galles - Bulgarie | 0-1   | Qualifications pour l'Euro 2012 |
| 11 octobre 2011  | Sofia   | Bulgarie - Pays de Galles | 0-1   | Qualifications pour l'Euro 2012 |

Bilan partiel
- Total de matchs disputés : 8
- Victoires de l'équipe du pays de Galles : 3
- Victoires de l'équipe de Bulgarie : 4
- Match nul : 1

## C

### Croatie
Confrontations entre l'équipe du pays de Galles de football et l'équipe de Croatie de football
| Date            | Lieu     | Match                    | Score | Compétition                                         |
| 21 août 2002    | Varaždin | Croatie - Pays de Galles | 1-1   | Match amical                                        |
| 23 mai 2010     | Osijek   | Croatie - Pays de Galles | 2-0   | Match amical                                        |
| 16 octobre 2012 | Osijek   | Croatie - Pays de Galles | 2-0   | Éliminatoires de la coupe du monde de football 2014 |
| 25 Mars 2023    | Osijek   | Croatie - Pays de Galles |       | Éliminatoire De la coupe d'Europe 2024(Groupe D)    |

Bilan
- Total de matchs disputés : 3
- Victoire du pays de Galles : 0
- Victoires de la Croatie : 2
- Match nul : 1

## D

### Danemark
Confrontations entre les deux en officiel 
| Date         | Place              | Partie                    | Score | Confrontation                         |
| 26 juin 2021 | Amsterdam Pays-Bas | Pays de Galles - Danemark | 0-4   | Championnat d'Europe de football 2020 |

## E

### Écosse
Confrontations entre l'équipe du pays de Galles de football et l'équipe d'Écosse de football.
| Date             | Lieu                      | Match                   | Score | Compétition          |
| 14 novembre 2009 | Swansea Pays de Galles    | Pays de Galles - Écosse | 3-0   | Match amical         |
| 25 mai 2011      | Dublin ( Irlande)         | Pays de Galles - Écosse | 1-3   | Nations Cup          |
| 12 octobre 2012  | Cardiff ( Pays de Galles) | Pays de Galles - Écosse | 2-1   | Éliminatoires CM2014 |

Bilan
- Total de matchs disputés : 3
- Victoires de l'équipe du pays de Galles : 2
- Victoires de l'équipe d'Écosse : 1
- Matchs nuls : 0

### Espagne
Confrontations entre l'équipe du pays de Galles de football et l'équipe d'Espagne de football.
| Date            | Lieu                   | Match                    | Score | Compétition                                |
| 19 avril 1961   | Cardiff Pays de Galles | Pays de Galles - Espagne | 1-2   | Qualifications pour la Coupe du monde 1962 |
| 18 mai 1961     | Madrid Espagne         | Espagne - Pays de Galles | 1-1   | Qualifications pour la Coupe du monde 1962 |
| 24 mars 1982    | Valence Espagne        | Espagne - Pays de Galles | 1-1   | Match amical                               |
| 17 octobre 1984 | Séville Espagne        | Espagne - Pays de Galles | 2-0   | Qualifications pour la Coupe du monde 1986 |
| 30 avril 1985   | Wrexham Pays de Galles | Pays de Galles - Espagne | 3-0   | Qualifications pour la Coupe du monde 1986 |

Bilan
- Total de matchs disputés : 5
- Victoires de l'équipe du pays de Galles : 1
- Victoires de l'équipe d'Espagne : 2
- Matchs nuls : 2

### Estonie
Confrontations entre l'équipe du pays de Galles de football et l'équipe d'Estonie de football
| Date        | Lieu                    | Match                    | Score | Compétition  |
| 29 mai 2009 | Llanelli Pays de Galles | Pays de Galles - Estonie | 1-0   | Match amical |

Bilan
- Total de matches disputés : 1
- Victoire du pays de Galles : 1
- Victoires de l'Estonie : 0
- Match nul : 0

### États-Unis
| Date             | Lieu      | Match                       | Score | Compétition          |
| ---------------- | --------- | --------------------------- | ----- | -------------------- |
| 21 novembre 2022 | Al Rayyan | États-Unis - Pays de Galles | 1-1   | Coupe du monde 2022, |

## F

### Finlande
Confrontations entre l'équipe du pays de Galles de football et l'équipe de Finlande de football
| Date            | Lieu                   | Match                     | Score | Compétition                                         |
| 28 mars 2009    | Cardiff Pays de Galles | Pays de Galles - Finlande | 0-2   | Éliminatoires de la Coupe du monde de football 2010 |
| 10 octobre 2009 | Helsinki Finlande      | Finlande - Pays de Galles | 2-1   | Éliminatoires de la Coupe du monde de football 2010 |

Bilan
- Total de matches disputés : 2
- Victoire du pays de Galles : 0
- Victoires de la Finlande : 2
- Match nul : 0

### France
Confrontations entre l'équipe de France de football et l'équipe du pays de Galles de football
| Date             | Lieu               | Match                   | Score | Compétition |
| 25 mars 1933     | Colombes France    | France - Pays de Galles | 1-1   | amical      |
| 21 mai 1939      | Colombes France    | France - Pays de Galles | 2-1   | amical      |
| 14 mai 1953      | Colombes France    | France - Pays de Galles | 6-1   | amical      |
| 2 juin 1982      | Toulouse France    | France - Pays de Galles | 0-1   | amical      |
| 10 novembre 2017 | Saint-Denis France | France - Pays de Galles | 2-0   | amical      |
| 2 juin 2021      | Nice France        | France - Pays de Galles | -     | amical      |

Bilan
- Total de matches disputés : 5
- Victoires de la France : 3
- Match nul : 1
- Victoire du pays de Galles : 1
- Buts pour la France : 11
- Buts pour le pays de Galles : 4

## H

### Hongrie
Confrontations en matchs officiels entre la Hongrie et le pays de Galles :
| Date         | Lieu      | Match                    | Score | Compétition                                    |
| 8 juin 1958  | Sandviken | Hongrie - Pays de Galles | 1-1   | Coupe du monde 1958 (Groupe C)                 |
| 17 juin 1958 | Solna     | Pays de Galles - Hongrie | 2-1   | Coupe du monde 1958 (Groupe C - match d'appui) |

Bilan partiel
- Total de matchs disputés : 2
- Victoires de l'équipe de Hongrie : 0
- Victoires de l'équipe du pays de Galles : 1
- Match nul : 1

## I

### Iran
| Date             | Lieu            | Match                 | Score | Compétition                  |
| ---------------- | --------------- | --------------------- | ----- | ---------------------------- |
| 25 novembre 2022 | Al Rayyan Qatar | Pays de Galles - Iran | 0-2   | Coupe du monde 2022 Groupe B |

### République d'Irlande
Confrontations en matchs officiels entre l'Irlande et le pays de Galles :
| Date           | Lieu           | Match                    | Score | Compétition |
| 8 février 2011 | Dublin Irlande | Irlande - Pays de Galles | 3-0   | Nations Cup |

Bilan partiel
- Total de matchs disputés : 1
- Victoires de l'équipe d'Irlande : 1
- Victoires de l'équipe du pays de Galles : 0
- Match nul : 0

### Irlande du Nord
Confrontations en matchs officiels entre l'Irlande du Nord et le pays de Galles :
| Date         | Lieu                   | Match                          | Score | Compétition                   |
| 27 mai 2011  | Cardiff Pays de Galles | Pays de Galles-Irlande du Nord | 2-0   | Nations Cup                   |
| 25 juin 2016 | Paris France           | Pays de Galles-Irlande du Nord | 1-0   | Euro 2016 Huitièmes de finale |

Bilan partiel
- Total de matchs disputés : 2
- Victoires de l'équipe d'Irlande du Nord : 0
- Victoires de l'équipe du pays de Galles : 2
- Matchs nuls : 0

### Italie
Confrontations en matchs officiels entre l'Italie et le pays de Galles :
| Date             | Lieu                   | Match                   | Score | Compétition                                |
| 1er mai 1965     | Florence Italie        | Italie - Pays de Galles | 4-1   | Match amical                               |
| 23 octobre 1968  | Cardiff Pays de Galles | Pays de Galles - Italie | 0-1   | Qualifications pour la Coupe du monde 1970 |
| 4 novembre 1969  | Rome Italie            | Italie - Pays de Galles | 4-1   | Qualifications pour la Coupe du monde 1970 |
| 4 juin 1988      | Brescia Italie         | Italie - Pays de Galles | 0-1   | Match amical                               |
| 24 janvier 1996  | Terni Italie           | Italie - Pays de Galles | 3-0   | Match amical                               |
| 5 septembre 1998 | Liverpool Angleterre   | Pays de Galles - Italie | 0-2   | Qualifications pour l'Euro 2000            |
| 5 juin 1999      | Bologne Italie         | Italie - Pays de Galles | 4-0   | Qualifications pour l'Euro 2000            |
| 16 octobre 2002  | Cardiff Pays de Galles | Pays de Galles - Italie | 2-1   | Qualifications pour l'Euro 2004            |
| 6 septembre 2003 | Milan Italie           | Italie - Pays de Galles | 4-0   | Qualifications pour l'Euro 2004            |
| 20 juin 2021     | Rome Italie            | Italie - Pays de Galles | 1-0   | Euro 2020 (Groupe A - 3ème match)          |

Bilan partiel
- Total de matches disputés : 10
- Victoires de l'équipe d'Italie : 8
- Victoires de l'équipe du Pays de Galles : 2
- Match nul : 0

## J

### Japon
Confrontations entre le pays de Galles et le Japon :
| Date        | Lieu      | Match                  | Score | Compétition  |
| 7 juin 1992 | Matsuyama | Japon - Pays de Galles | 0-1   | Match amical |

Bilan
Total de matchs disputés : 1
- Victoire de l'équipe du pays de Galles : 1
- Match nul : 0
- Victoire de l'équipe du Japon : 0

## L

### Liechtenstein
Confrontations entre l'équipe du pays de Galles de football et l'équipe du Liechtenstein de football
| Date            | Lieu                | Match                          | Score | Compétition                        |
| 14 octobre 2009 | Vaduz Liechtenstein | Liechtenstein - Pays de Galles | 0-2   | Qualifications Coupe du monde 2010 |

Bilan
- Total de matches disputés : 1
- Victoire du pays de Galles : 1
- Victoires du Liechtenstein : 0
- Match nul : 0

### Luxembourg
Confrontations entre l'équipe du Luxembourg de football et l'équipe du pays de Galles de football
| Date         | Lieu                    | Match                       | Score | Compétition  |
| 11 août 2010 | Llanelli Pays de Galles | Pays de Galles - Luxembourg | 5-1   | Match amical |

Bilan
- Total de matches disputés : 1
- Victoire du pays de Galles : 1
- Victoires du Luxembourg : 0
- Match nul : 0

## M

### Mexique
Confrontations en matchs officiels entre le Mexique et le Pays de Galles :
| Date         | Lieu        | Match                    | Score | Compétition                    |
| 11 juin 1958 | Solna Suède | Pays de Galles - Mexique | 1-1   | Coupe du monde 1958 (Groupe C) |

Bilan partiel
- Total de matchs disputés : 1
- Victoires de l'équipe du Mexique : 0
- Victoires de l'équipe du pays de Galles : 0
- Match nul : 1

### Monténégro
Confrontations en matchs officiels entre le Monténégro et le Pays de Galles :
| Date             | Lieu                    | Match                       | Score | Compétition                               |
| 12 août 2009     | Podgorica, Monténégro   | Monténégro - Pays de Galles | 2-1   | Match amical                              |
| 3 septembre 2010 | Podgorica, Monténégro   | Monténégro - Pays de Galles | 1-0   | Qualification pour l'Euro 2012 (Groupe G) |
| 2 septembre 2011 | Cardiff, Pays de Galles | Pays de Galles - Monténégro | 2-1   | Qualification pour l'Euro 2012 (Groupe G) |

Bilan
- Total de matchs disputés : 3
- Victoires de l'équipe du Monténégro : 2
- Matchs nuls : 0
- Victoires de l'équipe du pays de Galles : 1
- Total de buts marqués par l'équipe du Monténégro : 4
- Total de buts marqués par l'équipe du pays de Galles : 3

## P

### Pays-Bas
| Date              | Lieu                   | Match                     | Score | Compétition                                |
| 14 septembre 1988 | Amsterdam Pays-Bas     | Pays-Bas - Pays de Galles | 1-0   | Qualifications pour la Coupe du monde 1990 |
| 11 octobre 1989   | Wrexham Pays de Galles | Pays de Galles - Pays-Bas | 1-2   | Qualifications pour la Coupe du monde 1990 |
| 30 mai 1992       | Utrecht Pays-Bas       | Pays-Bas - Pays de Galles | 4-0   | Match amical                               |
| 5 octobre 1996    | Cardiff Pays de Galles | Pays de Galles - Pays-Bas | 1-3   | Qualifications pour la Coupe du monde 1998 |
| 9 novembre 1996   | Eindhoven Pays-Bas     | Pays-Bas - Pays de Galles | 7-1   | Qualifications pour la Coupe du monde 1998 |
| 1er juin 2008     | Rotterdam Pays-Bas     | Pays-Bas - Pays de Galles | 2-0   | Match amical                               |

Bilan
- Total de matchs disputés : 6
- Victoires de l'équipe du pays de Galles : 0
- Victoires de l'équipe des Pays-Bas : 6
- Match nul : 0

### Pologne
Confrontations entre l'équipe du pays de Galles de football et l'équipe de Pologne de football : 
| Date              | Lieu                   | Match                    | Score | Compétition                        |
| 28 mars 1973      | Cardiff Pays de Galles | Pays de Galles - Pologne | 2-0   | Qualifications Coupe du monde 1974 |
| 26 septembre 1973 | Katowice Pologne       | Pologne - Pays de Galles | 3-0   | Qualifications Coupe du monde 1974 |
| 29 mai 1991       | Radom Pologne          | Pologne - Pays de Galles | 0-0   | Match Amical                       |
| 11 octobre 2000   | Varsovie Pologne       | Pologne - Pays de Galles | 0-0   | Qualifications Coupe du monde 2002 |
| 2 juin 2001       | Cardiff Pays de Galles | Pays de Galles - Pologne | 1-2   | Qualifications Coupe du monde 2002 |
| 13 octobre 2004   | Cardiff Pays de Galles | Pays de Galles - Pologne | 2-3   | Qualifications Coupe du monde 2006 |
| 7 septembre 2005  | Varsovie Pologne       | Pologne - Pays de Galles | 1-0   | Qualifications Coupe du monde 2006 |
| 11 février 2009   | Vila Real Portugal     | Pays de Galles - Pologne | 0-1   | Match amical                       |

Bilan
- Total de matchs disputés : 8
- Victoires de l'équipe de Pologne : 5
- Victoires de l'équipe du pays de Galles : 1
- Matchs nuls : 2

### Portugal
Confrontations entre le Portugal et le pays de Galles :
| Date           | Lieu                    | Match                     | Score | Compétition             |
| 15 mai 1949    | Lisbonne Portugal       | Portugal - Pays de Galles | 3-2   | Match amical            |
| 12 mai 1951    | Cardiff Pays de Galles  | Pays de Galles - Portugal | 2-1   | Match amical            |
| 2 juin 2000    | Chaves Portugal         | Portugal - Pays de Galles | 3-0   | Match amical            |
| 6 juillet 2016 | Décines-Charpieu France | Pays de Galles - Portugal | 0-2   | Euro 2016 (Demi-finale) |

Bilan
- Total de matchs disputés : 4
- Victoires de l'équipe du Portugal : 3
- Victoires de l'équipe du pays de Galles : 1
- Match nul : 0

## R

### Russie
Confrontations entre l'équipe du pays de Galles de football et les équipes d'URSS et de Russie de football :
| Date             | Lieu                      | Match                 | Score | Compétition                                |
| 30 mai 1965      | Moscou Union soviétique   | URSS - Pays de Galles | 2-1   | Qualifications pour la Coupe du monde 1966 |
| 27 octobre 1965  | Cardiff Pays de Galles    | Pays de Galles - URSS | 2-1   | Qualifications pour la Coupe du monde 1966 |
| 30 mai 1981      | Wrexham Pays de Galles    | Pays de Galles - URSS | 0-0   | Qualifications pour la Coupe du monde 1982 |
| 18 novembre 1981 | Tbilissi Union soviétique | URSS - Pays de Galles | 3-0   | Qualifications pour la Coupe du monde 1982 |
| 18 février 1987  | Swansea Pays de Galles    | Pays de Galles - URSS | 0-0   | Amical                                     |

| Date              | Lieu                   | Match                   | Score | Compétition                                         |
| 15 novembre 2003  | Moscou Russie          | Russie - Pays de Galles | 0-0   | Qualifications pour le Championnat d'Europe 2004    |
| 19 novembre 2003  | Cardiff Pays de Galles | Pays de Galles - Russie | 0-1   | Qualifications pour le Championnat d'Europe 2004    |
| 10 septembre 2008 | Moscou Russie          | Russie - Pays de Galles | 2-1   | Éliminatoires de la Coupe du monde de football 2010 |
| 9 septembre 2009  | Cardiff Pays de Galles | Pays de Galles - Russie | 1-3   | Éliminatoires de la Coupe du monde de football 2010 |
| 20 juin 2016      | Toulouse France        | Russie - Pays de Galles | 0-3   | Euro 2016 (groupe B)                                |

Bilan
- Total de matchs disputés : 10
- Victoires de l'équipe du pays de Galles : 2
- Victoires des équipes d'URSS et de Russie : 5
- Matchs nuls : 3

## S

### Serbie et Monténégro
Confrontations entre la Serbie et Monténégro et le pays de Galles :
| Date            | Lieu                          | Match                                 | Score | Compétition                     |
| 20 août 2003    | Belgrade Serbie-et-Monténégro | Serbie-et-Monténégro - Pays de Galles | 1-0   | Qualifications pour l'Euro 2004 |
| 11 octobre 2003 | Cardiff Pays de Galles        | Pays de Galles - Serbie-et-Monténégro | 2-3   | Qualifications pour l'Euro 2004 |

Bilan
- Total de matchs disputés : 2
- Victoires de l'équipe de Serbie et Monténégro : 2
- Victoires de l'équipe du pays de Galles : 0
- Match nul : 0

### Slovaquie
Confrontations entre l'équipe du pays de Galles de football et l'équipe de Slovaquie de football :
| Date              | Lieu                | Match                      | Score | Compétition                                |
| 7 octobre 2006    | Cardiff Royaume-Uni | Pays de Galles - Slovaquie | 1-5   | Qualifications pour l'Euro 2008 (Groupe D) |
| 12 septembre 2007 | Trnava Slovaquie    | Slovaquie - Pays de Galles | 2-5   | Qualifications pour l'Euro 2008 (Groupe D) |
| 11 juin 2016      | Bordeaux            | Pays de Galles - Slovaquie | 2-1   | Euro 2016 (groupe B)                       |
| 24 mars 2019      | Cardiff Royaume-Uni | Pays de Galles - Slovaquie | 1-0   | Qualifications pour l'Euro 2020 (Groupe E) |
| 7 octobre 2006    | Trnava Slovaquie    | Slovaquie - Pays de Galles | 1-1   | Qualifications pour l'Euro 2020 (Groupe E) |
| 6 juin 2024       | Trnava Slovaquie    | Slovaquie - Pays de Galles | 4-0   | Match amical                               |

#### Bilan
- Total de matchs disputés : 6
- Victoires de l'équipe du pays de Galles : 3
- Victoires de l'équipe de Slovaquie : 2
- Matchs nuls : 1

### Suède
Confrontations en matchs officiels entre le Pays de Galles et la Suède :
| Date         | Lieu                   | Match                  | Score | Compétition                    |
| 15 juin 1958 | Solna Suède            | Pays de Galles - Suède | 0-0   | Coupe du monde 1958 (Groupe C) |
| 3 mars 2010  | Cardiff Pays de Galles | Pays de Galles - Suède | 0-1   | Match amical                   |

Bilan
- Total de matchs disputés : 2
- Victoires de l'équipe du pays de Galles : 0
- Victoires de l'équipe de Suède : 1
- Match nul : 1

### Suisse
Confrontations entre l'équipe du pays de Galles de football et l'équipe de Suisse de football : 
| Date            | Lieu                   | Match                   | Score | Compétition                     |
| 26 mai 1949     | Berne Suisse           | Suisse - Pays de Galles | 4-0   | Match amical                    |
| 16 mai 1951     | Wrexham Pays de Galles | Pays de Galles - Suisse | 3-2   | Match amical                    |
| 24 avril 1996   | Lugano Suisse          | Suisse - Pays de Galles | 2-0   | Match amical                    |
| 31 mars 1999    | Zurich Suisse          | Suisse - Pays de Galles | 2-0   | Qualifications pour l'Euro 2000 |
| 9 octobre 1999  | Wrexham Pays de Galles | Pays de Galles - Suisse | 0-2   | Qualifications pour l'Euro 2000 |
| 12 octobre 2010 | Bâle Suisse            | Suisse - Pays de Galles | 4-1   | Qualifications pour l'Euro 2012 |
| 12 juin 2021    | Baku Azerbaïdjan       | Suisse - Pays de Galles | 1-1   | Euro 2020 Groupe A              |

Bilan
- Total de matchs disputés : 7
- Victoires de l'équipe de Suisse : 4 (79 %)
- Victoires de l'équipe du pays de Galles : 1 (19 %)
- Match nul : 1 (1 %)

## T

### Tunisie
Confrontations entre la Tunisie et le pays de Galles :
| Date        | Lieu          | Match                    | Score | Compétition  |
| 6 juin 1998 | Tunis Tunisie | Tunisie - Pays de Galles | 4-0   | Match amical |

Bilan
- Total de matchs disputés : 1
- Victoires de l'équipe de Tunisie : 1
- Victoires de l'équipe du pays de Galles : 0
- Match nul : 0